# 林史乃
林 史乃（はやし みな、1986年7月14日-）は、日本の実業家。2010年度ミス日本グランプリ受賞者。ROCIO JAPAN合同会社設立者の一人。

## 経歴
1986年、香川県東かがわ市に生まれる。東かがわ市立白鳥中学校を経て、2005年、香川県立三本松高等学校卒業。
上智短期大学入学。
2010年1月25日、大学4年生のとき、3,663人の応募者の中からミス日本グランプリに選ばれる（香川県代表として初）。『広報東かがわ』の取材に対し、将来の夢は女優（『ローマの休日』を見たことがきっかけ）と答えている。
2010年2月26日、東かがわ市長を表敬訪問。
同年、埼玉県鴻巣市役所で「鴻巣びっくりひなまつり2010」のオープニングに参加。
2010ミス日本着物（Miss Kimono）の東愛美とともに、首相官邸を表敬訪問（3月15日）。鳩山由紀夫首相は「こういう日があってもいいね」「幸せな瞬間だ」と感想を述べた。司会者が終了を知らせると、「せっかく楽しんでるのに」と別れを惜しんだ。なお、AFPの報道によると、この時の彼女の肩書は「2010年ミス日本グランプリ（Miss Japan Grand Prix）」である。
ホテルニューオータニ（東京都千代田区）で開催された宝飾と時計の催事「秀宝展」の特別ゲスト（6月19・20日）。
日本橋高島屋（東京都中央区）で開催された仙台伊澤家勝山酒造株式会社（仙台市泉区）と内堀醸造株式会社（岐阜県加茂郡八百津町）の合同イベントでトークショーに出演。当日は日本酒と酢を使った新作カクテルがお披露目された（9月25日）。

### その後
編入した上智大学を卒業ののち、2015年の時点で企業の受付業務に従事。
2016年、英国の木製レディースバッグ「ロシオ（ROCIO）」に"一目惚れ"をする。同ブランドを多くの日本人女性にも知って欲しいとスコットランド人デザイナーHamish Menziesにコンタクトをとり、ROCIO JAPAN合同会社の設立者の一人となって同ブランドの本格上陸を実現させる。ロシオはキャサリン妃、女優エマ・ワトソン、歌手ビヨンセといった著名人が愛用していることでも知られる。

## 出演
（出典：）
- 『映像体験!イッキ見シアター』（2011年5月1日、フジテレビ）
- 『明石家さんまの転職DE天職』（2015年5月3日、日本テレビ）